# العلاقات الجزائرية الهندية
العلاقات الجزائرية الهندية تشير إلى العلاقات الثنائية المتنامية بين الجزائر والهند. ولدى الجزائر سفارة في نيودلهي. ولدى الهند سفارة في الجزائر العاصمة. فالدولتان جزء من حركة عدم الانحياز.
وباعتبارها عضوا في الاتحاد الأفريقي، تؤيد الجزائر ترشيح الهند لمقعد دائم في مجلس الأمن التابع للأمم المتحدة بعد إصلاحه.

## العلاقات الاقتصادية
وفي كانون الثاني / يناير، ارتفع هذا الاتجاه الإيجابي من 55 مليون دولار في عام 2001 إلى 3.4 مليار دولار في عام 2011. "وقد اتخذت الهند والجزائر مؤخرا خطوات لزيادة التعاون في قطاع النفط.
تمتلك شركة السيارات الهندية ماروتي سوقا كبيرا في الجزائر، حيث أنها ثالث أكبر سوق للصادرات وتصدر ما يقرب من 17,247 سيارة في العام 2011-12.

## التعاون
قدمت الهند للجزائر مليون دولار أمريكي كمساعدات إنسانية «لضحايا الزلزال الذي ضرب الجزائر في مايو / أيار 2003. وقد سلمت الأدوية التي تبلغ قيمتها نصف مليون دولار أمريكي في نيسان / أبريل 2004، أما الميزان في شكل الصلب الإنشائي للمنازل تم تسليم الضحايا في أكتوبر / تشرين الأول 2006.» وأطلقت المنظمة الهندية لبحوث الفضاء، وهي الوكالة الفضائية الرئيسية التابعة للحكومة الهندية التي تدير برنامج الفضاء الهندي، الساتل الجزائري ألسات 2A في المدار في تموز / يوليه 2010.